# Широмасово
Широма́сово (рос. Широмасово, ерз. Широмаз) — село у складі Теньгушевського району Мордовії, Росія. Входить до складу Куликовського сільського поселення.
Населення — 162 особи (2010; 198 у 2002).
Національний склад (станом на 2002 рік):
- мордва — 72 %
- росіяни — 26 %